# Neopilinidae
Neopilinidae, porodica mekušaca koja pripada nadporodici Tryblidioidea, odnosno red Tryblidiida. Sastoji se od rodova Adenopilina Starobogatov & Moskalev, 1987;  Laevipilina McLean, 1979;  Micropilina Warén, 1989; Monoplacophorus Moskalev, Starobogatov & Filatova, 1983; Neopilina Lemche, 1957; Rokopella (6); Veleropilina Starobogatov & Moskalev, 1987; i Vema Clarke & Menzies, 1959
Rod Rokopella Starobogatov & Moskalev, 1987 prihvaćen kao Veleropilina Starobogatov & Moskalev, 1987.